# Verlag für Kultur und Wissenschaft
Der Verlag für Kultur und Wissenschaft (VKW) mit Sitz in Bonn ist ein Wissenschaftsverlag. Bereits 1850 veröffentlichte Friedrich Wilhelm Schirrmacher als Professor an der Universität Bonn im Eigenverlag Bücher mit historischem Schwerpunkt. 1879 als Geschichtsprofessor und Dekan der Universität Rostock publizierte er die bis dato unbekannten Akten und Mitschriften der Marburger Religionsgespräche (1529) sowie des Augsburger Reichstags (1530). Das Standardwerk ist bis heute lieferbar. 1979 wurde der VKW in seiner jetzigen rechtlichen Form von Brigitte Schirrmacher als Buchhändlerin und ihrem Ehemann Klaus Schirrmacher betriebswirtschaftlich begonnen und zunächst durch Bernd Schirrmacher finanziert. Er befindet sich seither in Familienbesitz. Inhaltlich geleitet und wissenschaftlich betreut wird der Verlag von seinem Sohn Thomas Schirrmacher. Die betriebswirtschaftliche Leitung hat der Enkel des Gründers inne.

## Programm
Der Verlag hat etwa 300 Werke herausgegeben. Es gibt Buchreihen in den Kategorien Rechtswissenschaften, Geschichte, Religionswissenschaft, Sprachwissenschaft, Kulturwissenschaft, Philosophie, Pädagogik, Menschenrechte und Theologie.
Bekannt wurde der Verlag 1986 durch die deutsche Version von Emir Djeladet Bedir Khan, Roger Les cot. Kurdische Grammatik. 1986, die dazu führte, dass die Türkische Regierung von der Bundesregierung die Schließung des Verlages verlangte. Auch weitere Titel zu den Sprachen der Kurden Kurmanji, Sorani und Zaza waren anfangs umstritten.
Weiterhin erschien im Verlag für Kultur und Wissenschaft ein Kiswahili-Wörterbuch der Medizin Deutsch–Kiswahili–Englisch & Kiswahili–Deutsch–Englisch [Kamusiya Udaktari: Kijerumani-Kiswahili–Kiingereza & Kiswahili–Kijerumani–Kiingereza] und Kiswahili-Redewendungen der Medizin Deutsch–Kiswahili–Englisch–Französisch [Misemo ya Udaktari: Kijerumani-Kiswahili-Kiingereza-Kifaransa].
Zu den Autoren zählt John Warwick Montgomery. Von und über ihn sind Bücher in drei Sprachen im Verlag erschienen.
Zahlreiche Bücher wurden von der John Templeton Foundation (USA) (Lydia Jaeger, Wissenschaft ohne Gott? Zum Verhältnis zwischen christlichem Glauben und Wissenschaft, 2007), dem Amt des österreichischen Bundespräsidenten (Gudrun V. Lang, Michael F. Strohmer (Hrsg.), Europa der Grundrechte? Beiträge zur Grundrechtecharta der Europäischen Union, 2003) und der Christlich Demokratische Union Deutschlands (CDU) (Judith Fischer, Christen in der CDU/CSU am Beispiel des EAK, 2003) veröffentlicht.